# Militær-industrielle kompleks
 Der er for få eller ingen kildehenvisninger i denne artikel, hvilket er et problem. Du kan hjælpe ved at angive troværdige kilder til de påstande, som fremføres i artiklen.

Det militær-industrielle kompleks (fra en. Military-Industrial Complex[kilde mangler]) er en betegnelse for sammenfaldende interesser (og samarbejde) mellem dele af industrien og militæret i et land.
Udtrykket blev anvendt af USAs tidligere præsident Dwight D. Eisenhower i dennes afskedstale den 17. januar 1961,[kilde mangler] hvor Eisenhower påpegede risikoen for, at det militærindustrielle kompleks kunne få en uønsket indflydelse på det amerikanske samfund.